# Grand Prix Monaka 1985
Grand Prix Monaka 1985 (oficiálně 41e Grand Prix de Monaco) se jela na okruhu Circuit de Monaco v Monte Carlu v Monaku dne 19. května 1985. Závod byl čtvrtým v pořadí v sezóně 1985 šampionátu Formule 1.

## Kvalifikace
| Poř. | No. | Jezdec             | Konstruktér            | Časy v kvalifikaci | Časy v kvalifikaci | Ztráta    |
| Poř. | No. | Jezdec             | Konstruktér            | Q1                 | Q2                 | Ztráta    |
| ---- | --- | ------------------ | ---------------------- | ------------------ | ------------------ | --------- |
| 1    | 12  | Ayrton Senna       | Lotus-Renault          | 1:21.631           | 1:20.450           | —         |
| 2    | 5   | Nigel Mansell      | Williams-Honda         | 1:22.560           | 1:20.536           | +0.086    |
| 3    | 27  | Michele Alboreto   | Ferrari                | 1:22.630           | 1:20.563           | +0.113    |
| 4    | 23  | Eddie Cheever      | Alfa Romeo             | 1:22.755           | 1:20.729           | +0.279    |
| 5    | 2   | Alain Prost        | McLaren-TAG            | 1:22.270           | 1:20.885           | +0.435    |
| 6    | 18  | Thierry Boutsen    | Arrows-BMW             | 1:24.510           | 1:21.302           | +0.852    |
| 7    | 6   | Keke Rosberg       | Williams-Honda         | 1:23.099           | 1:21.320           | +0.870    |
| 8    | 25  | Andrea de Cesaris  | Ligier-Renault         | 1:22.992           | 1:21.347           | +0.897    |
| 9    | 11  | Elio de Angelis    | Lotus-Renault          | 1:23.319           | 1:21.465           | +1.015    |
| 10   | 16  | Derek Warwick      | Renault                | 1:23.524           | 1:21.531           | +1.081    |
| 11   | 17  | Gerhard Berger     | Arrows-BMW             | 1:24.293           | 1:21.665           | +1.215    |
| 12   | 22  | Riccardo Patrese   | Alfa Romeo             | 1:22.145           | 1:21.813           | +1.363    |
| 13   | 7   | Nelson Piquet      | Brabham-BMW            | 1:23.548           | 1:21.817           | +1.367    |
| 14   | 1   | Niki Lauda         | McLaren-TAG            | 1:22.897           | 1:21.907           | +1.457    |
| 15   | 28  | Stefan Johansson   | Ferrari                | 1:23.163           | 1:22.635           | +2.185    |
| 16   | 26  | Jacques Laffite    | Ligier-Renault         | 1:26.681           | 1:22.888           | +2.438    |
| 17   | 15  | Patrick Tambay     | Renault                | 1:24.473           | 1:22.912           | +2.462    |
| 18   | 3   | Martin Brundle     | Tyrrell-Ford           | 1:26.499           | 1:23.827           | +3.377    |
| 19   | 30  | Jonathan Palmer    | Zakspeed               | 1:41.564           | 1:23.840           | +3.390    |
| 20   | 19  | Teo Fabi           | Toleman-Hart           | 1:26.243           | 1:23.965           | +3.515    |
| DNQ  | 24  | Piercarlo Ghinzani | Osella-Alfa Romeo      | 1:26.230           | 1:24.071           | +3.621    |
| DNQ  | 4   | Stefan Bellof      | Tyrrell-Ford           | 1:26.214           | 1:24.236           | +3.786    |
| DNQ  | 10  | Philippe Alliot    | RAM-Hart               | 1:28.026           | 1:24.763           | +4.313    |
| DNQ  | 9   | Manfred Winkelhock | RAM-Hart               | 1:26.102           | 1:24.764           | +4.314    |
| DNQ  | 8   | François Hesnault  | Brabham-BMW            | 1:27.505           | 1:25.068           | +4.618    |
| DNQ  | 29  | Pierluigi Martini  | Minardi-Motori Moderni | 6:41.307           |                    | +5:20.857 |

## Závod
| Poř.   | No. | Jezdec             | Konstruktér            | Počet kol | Čas/Odstoupení | Pořadí na startu | Body |
| ------ | --- | ------------------ | ---------------------- | --------- | -------------- | ---------------- | ---- |
| 1      | 2   | Alain Prost        | McLaren-TAG            | 78        | 1:51:58.034    | 5                | 9    |
| 2      | 27  | Michele Alboreto   | Ferrari                | 78        | + 7.541        | 3                | 6    |
| 3      | 11  | Elio de Angelis    | Lotus-Renault          | 78        | + 1:27.171     | 9                | 4    |
| 4      | 25  | Andrea de Cesaris  | Ligier-Renault         | 77        | + 1 kolo       | 8                | 3    |
| 5      | 16  | Derek Warwick      | Renault                | 77        | + 1 kolo       | 10               | 2    |
| 6      | 26  | Jacques Laffite    | Ligier-Renault         | 77        | + 1 kolo       | 16               | 1    |
| 7      | 5   | Nigel Mansell      | Williams-Honda         | 77        | + 1 kolo       | 2                |      |
| 8      | 6   | Keke Rosberg       | Williams-Honda         | 76        | + 2 kola       | 7                |      |
| 9      | 18  | Thierry Boutsen    | Arrows-BMW             | 76        | + 2 kola       | 6                |      |
| 10     | 3   | Martin Brundle     | Tyrrell-Ford           | 74        | + 4 kola       | 18               |      |
| 11     | 30  | Jonathan Palmer    | Zakspeed               | 74        | + 4 kola       | 19               |      |
| Ret    | 1   | Niki Lauda         | McLaren-TAG            | 17        | Smyk           | 14               |      |
| Ret    | 22  | Riccardo Patrese   | Alfa Romeo             | 16        | Kolize         | 12               |      |
| Ret    | 7   | Nelson Piquet      | Brabham-BMW            | 16        | Kolize         | 13               |      |
| Ret    | 19  | Teo Fabi           | Toleman-Hart           | 16        | Turbo          | 20               |      |
| Ret    | 12  | Ayrton Senna       | Lotus-Renault          | 13        | Motor          | 1                |      |
| Ret    | 23  | Eddie Cheever      | Alfa Romeo             | 10        | Alternátor     | 4                |      |
| Ret    | 28  | Stefan Johansson   | Ferrari                | 1         | Nehoda         | 15               |      |
| Ret    | 17  | Gerhard Berger     | Arrows-BMW             | 0         | Nehoda         | 11               |      |
| Ret    | 15  | Patrick Tambay     | Renault                | 0         | Nehoda         | 17               |      |
| DNQ    | 24  | Piercarlo Ghinzani | Osella-Alfa Romeo      |           |                |                  |      |
| DNQ    | 4   | Stefan Bellof      | Tyrrell-Ford           |           |                |                  |      |
| DNQ    | 10  | Philippe Alliot    | RAM-Hart               |           |                |                  |      |
| DNQ    | 9   | Manfred Winkelhock | RAM-Hart               |           |                |                  |      |
| DNQ    | 8   | François Hesnault  | Brabham-BMW            |           |                |                  |      |
| DNQ    | 29  | Pierluigi Martini  | Minardi-Motori Moderni |           |                |                  |      |
| Zdroj: |     |                    |                        |           |                |                  |      |

## Průběžné pořadí po závodě
Pohár jezdců
| Pořadí | Jezdec           | Body |
| ------ | ---------------- | ---- |
| 1      | Elio de Angelis  | 20   |
| 2      | Alain Prost      | 18   |
| 3      | Michele Alboreto | 18   |
| 4      | Patrick Tambay   | 10   |
| 5      | Ayrton Senna     | 9    |
| Zdroj: |                  |      |

Pohár konstruktérů
| Pořadí | Konstruktér   | Body |
| ------ | ------------- | ---- |
| 1      | Lotus-Renault | 29   |
| 2      | Ferrari       | 22   |
| 3      | McLaren-TAG   | 21   |
| 4      | Renault       | 12   |
| 5      | Arrows-BMW    | 6    |
| Zdroj: |               |      |